# Fante Håla

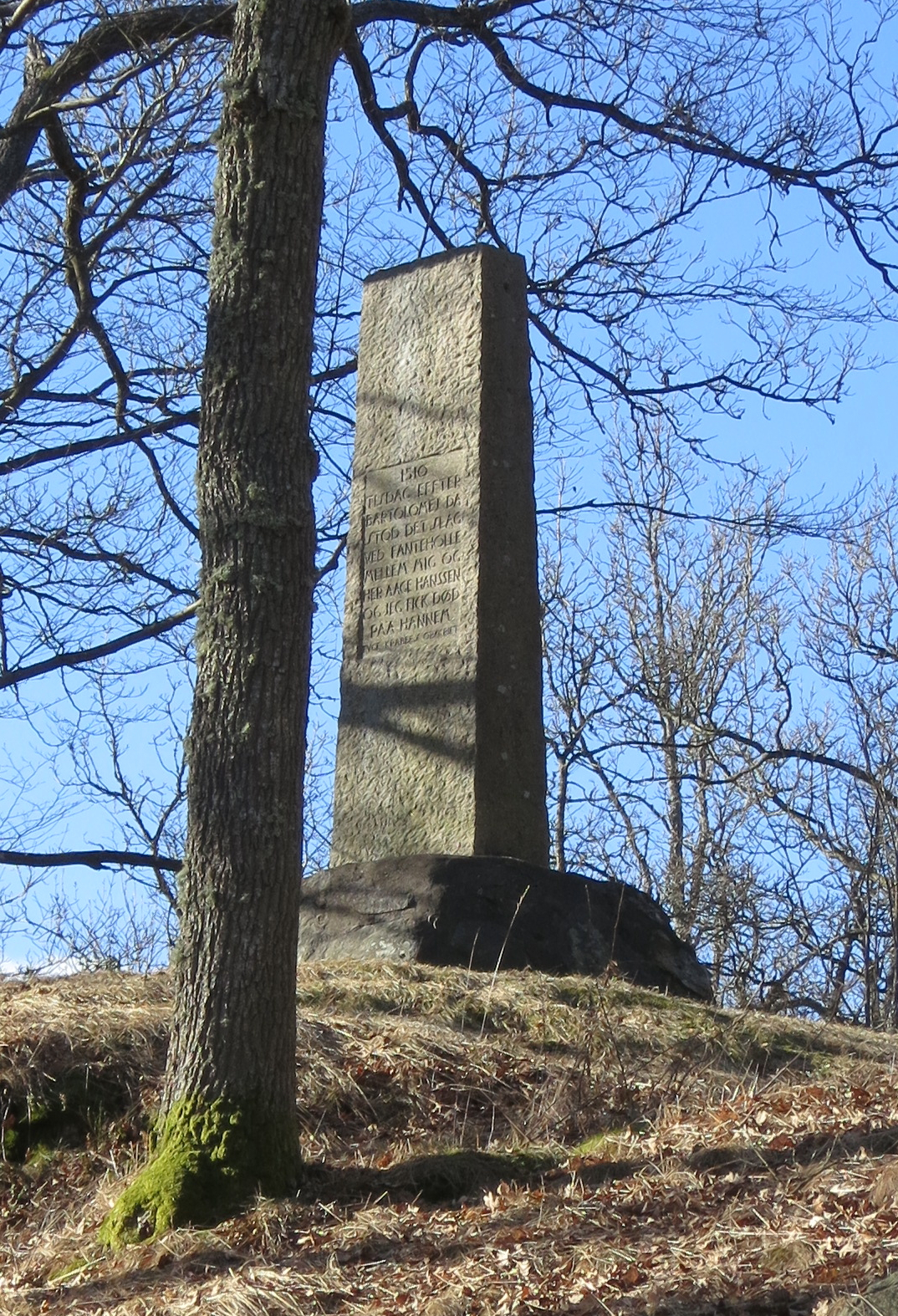
Minnesstenen över slaget 1510.

Fantehåla, även känd som Fantehullet, är en sägen från Örkelljunga kommun som berör en plats med samma namn.

## Legenden
När Örkelljunga kyrka behövde en kyrkklocka beställdes en av en mästare, som bodde i Köpenhamn. Han överlät åt sin gesäll Fante att gjuta klockan. Gesällen använde dock mer silver än vad mästaren önskat. När klockan var färdig, reste Fante till Örkelljunga och klockan hängdes upp och prövades. Silvret gjorde klockans klang så stark, att tonerna påstods höras ända till Köpenhamn.
Mästaren uppfattade då att Fante tagit mer silver än vad han fått lov till och reste mot Örkelljunga. På vägen dit vid Ljungaskogs by cirka 1/4 mil söder om Örkelljunga, mötte gelbgjutarmästaren sin gesäll Fante och dräpte honom. Platsen, där detta enligt sagan skulle ha skett, har alltsedan dess blivit kallad "Fante håla" - och på platsen växer hundraåriga ekar.

## Andra händelser
Det var i Fantehåla som slaget vid Fantehåla utspelades den 27 augusti 1510. Tyge Krabbe på Helsingborgs slott fick underrättelse om att en svensk rytteriavdelning om 700 man var på väg mot staden under ledning av förre riksrådet Åke Hansson Tott och riddaren Ture Svensson. I Fantehåla överrumplades den svenska truppen och Åke Tott stupade för ett lanshugg och den svenska truppen måste retirera. Ryktet om slaget spreds vida omkring i en folkvisa. Tyge Krabbe lät föreviga slaget i väggmålningar på Vegeholms slott. Senare restes ett träkors på platsen. När Skåne-Smålands Järnväg drogs fram stod korset i vägen och togs bort. 1923 ersattes korset med en minnessten på initiativ av dåvarande ryttmästaren von Geijer på Vegeholm. Minnesstenen uppe på kullen berättar om händelsen, vilket även gett namn till ett par av gatorna i Örkelljunga.
Stenen fick Tyge Krabbes notering: 1510 Tirsdag efter Bartolomej da stod det Slag ved Fanteholle mellem mig og Her Aage Hanssen og jeg fik Død paa hannem.
I området ligger också resterna av Örkelljunga skansar från 1657. Gustav Otto Stenbock förde sin trupp över Markaryd till Örkelljunga dit han nådde den 9 september. I väntan på förstärkning lät han uppföra ett befäst läger på båda sidor om den gamla riksvägen, nuvarande Kungsvägen, och förlade högkvarteret här.